# Lugait
Lugait là một đô thị hạng 4 ở tỉnh Misamis Oriental, Philippines. Theo điều tra dân số năm 2007, đô thị này có dân số 16.863 người.

## Các đơn vị hành chính
Lugait được chia ra 8 barangay.
- Aya-aya
- Betahon
- Biga
- Calangahan
- Kaluknayan
- Lower Talacogon
- Poblacion
- Upper Talacogon